# Pseudothonalmus terminalis
Pseudothonalmus terminalis är en skalbaggsart som först beskrevs av White 1853.  Pseudothonalmus terminalis ingår i släktet Pseudothonalmus och familjen långhorningar. Inga underarter finns listade i Catalogue of Life.